# VH-71紅隼直升機
VH-71紅隼直升機（英語：Lockheed Martin VH-71 Kestrel）是洛克希德·馬丁根據奧古斯塔偉士蘭AW101灰背隼直升機所研製，預計取代原先海軍陸戰隊一號使用的VH-60後續機型。最初以US101的名義參加各類競標，該機型由洛克希德·馬丁公司領導的合作團隊在美國研發和生產，該團隊包括洛克希德·馬丁系統整合–奧韋戈（LMSI）、阿古斯特維斯特蘭和貝爾直升機
2005年1月，US101被選中參與VXX總統直升機的替換計劃，並迅速重新命名為VH-71。然而，該計劃在開發過程中遭遇了延誤、成本超支和工程問題；洛克希德將這些問題的大部分歸因於政府提出的未預料到的廣泛修改要求，而這些要求在最初的招標文件中並未提及。美國政府問責署在2011年的一份報告中也指出，政府缺乏靈活性和妥協態度對該計劃產生了負面影響。到2008年底，VH-71計劃遭取消的可能性逐漸增加。
2009年2月，時任總統巴拉克·歐巴馬詢問國防部長罗伯特·盖茨是否應該因成本超支而暫停或取消該項目：計劃中的28架直升機預計花費超過130億美元。2009年6月，美國海軍終止了該合同，在花費了約44億美元並交付了9架VH-71直升機後取消了計劃。計劃取消後，已交付的直升機以1.64億美元出售給加拿大，用作其CH-149鸕鶿直升機的替換零件。

## 發展

### US101和VXX
奧古斯塔偉士蘭AW101灰背隼直升機最初稱為EH101，由英國的韋斯特蘭直升機和意大利的阿古斯塔組成的合資企業開發和生產，兩者於2001年合併，成立了奧古斯塔偉士蘭。對AW101充滿信心的奧古斯塔偉士蘭決定組成海外製造聯盟，也就是將AW101的製造在地化。2022年7月23日，洛克希德·馬丁和奧古斯塔偉士蘭宣佈簽署了一項為期10年的協議，將共同研製與製造一款專屬於美國的AW101客製化版本-US101，並且將有65%的零件會在地化。公司預計該機將主要服役於三個主要領域：美國空軍和美國海岸巡防隊的（戰鬥）搜索與救援，以及美國海軍陸戰隊的高級行政運輸。
2002年初，洛克希德與韋斯特蘭直升機的合作夥伴尋求其他公司參與US101在美國的製造計劃，尤其是貝爾直升機公司，貝爾當時是101聯盟在加拿大（EH101）的合作製造商。同年，EH101使用的RTM322發動機的勞斯萊斯公司也尋求美國合作夥伴，以在美國當地生產該發動機；勞斯萊斯還計劃將美國特有技術整合到該發動機中，並考慮將其用於驅動西科斯基的UH-60。2002年8月，貝爾、波音和卡曼航宇等多家美國飛機製造商正在與聯盟進行談判，並有可能被選為US101的分包商，負責組裝工作。波音表現出加入US101聯盟以及生產北約直升機工業NH90直升機的替代安排表現出持續的興趣。
2003年5月15日，奧古斯塔偉士蘭與貝爾直升機公司簽署了一項協議，在美國進行US101的最終組裝。 根據協議，奧古斯塔偉士蘭將在英國約維爾總部生產主旋翼葉片和機身主要部分，並在意大利卡西納科斯塔的工廠製造包括變速箱在內的其他部件，這些工程佔總工作量的36%。其餘64%的工作量則由洛克希德·馬丁(31%)、貝爾直升機（27%）及其他公司（6%）分擔。
2002年2月，美國海軍陸戰隊開始替代老化的VH-3D總統運輸直升機尋找替代。2003年12月18日，美國國防部發布了招標請求，要求提供23架直升機，用於替換海軍陸戰隊HMX-1中隊的11架VH-3D和8架VH-60N直升機，該計畫被命名為VXX或總統直升機替換計劃（Presidential Helicopter Replacement Program）。而阿古斯塔韋斯特蘭和西科斯基飛機公司迅速回復該招標；此外，曾有考慮以V-22魚鷹式傾斜旋翼機為基礎進行改造並投標，但因為該機型無法由運輸機運輸，最終該方案被放棄。
西科斯基提出基於塞考斯基S-92直升機進行改造的VH-92愛國者直升機，該計畫的合作夥伴包括[[波克夏·海瑟威|FlightSafety International、L-3通信、諾斯洛普·格魯曼、洛克威爾柯林斯、沃特公司和奇異航空。在投標過程中，西科斯基以US101的外國背景為題進行攻擊；2004年12月，西科斯基VXX計劃經理Nick Lappos譏諷這一投標為：「一個社會主義國家和一個社會主義公司能教會我們什麼競爭？」。選擇過程原定於2004年4月進行，但計劃官員決定將決策推遲八個月，以便對投標進行更多分析。
2005年1月28日，國防部宣布US101中標。據推測，US101的三台發動機相比於競爭對手VH-92的雙發動機更具機動性，而這也成為決定性因素。美國海軍助理部長約翰·楊表示：「洛克希德團隊可能使用一款改動較少（較成熟）的直升機入手，他們更符合我們提出的要求，這使得他們提出的完成產品所需的工作量較少」。US101團隊獲得了一份價值17億美元的系統開發與演示合同。2005年7月，US101獲得軍用編號VH-71 Krestal。

### 計劃問題和延誤

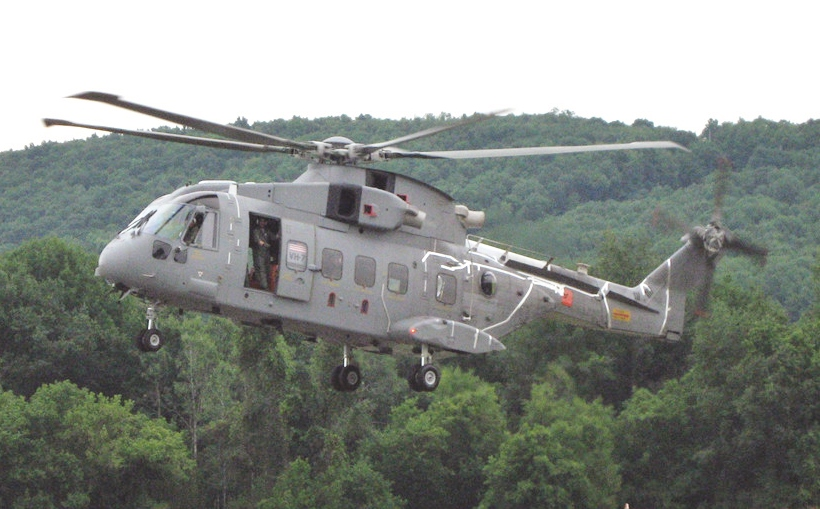
一架AW101在紐約奧韋戈的洛克希德工廠附近接受VH-71測試

VH-71項目的開發過程中遭遇了延誤和工程問題的困擾。到2007年，開發和修改這款飛機的預計成本已上升了40%，達到24億美元，並且已經超過了預期生產整支機隊所需的42億美元。 到2008年3月，項目成本進一步上升，預計總成本達到112億美元，相當於每架直升機約4億美元。
在有關CSAR-X項目（EH101是LMSI的競標產品）的討論中，空軍選擇權威（SSA）表示，該項目的表現“不盡如人意”。2007年3月，美國政府問責署的一份報告支持了西科斯基和洛克希德對波音HH-47的抗議，並提到「由於當前的VH-71合同表現不佳，LMSI在過往表現方面獲得了較低的信心評級，而這一合同被評估為與此次採購最為相關」。SSA表示，LMSI「展示出其無法可靠地滿足重要的進度要求，並且在系統工程向其分包商的下放方面存在困難」。洛克希德回應稱，成本超支的原因在於政府堅持進行廣泛的修改，而這些修改在招標請求中未曾預見到。2011年問責署的一份報告中提出VH-71的開發過程過於制式化且不夠靈活，同時也沒有考慮到客戶的需求。
2007年12月，國防部官員與白宮軍事辦公室會面，討論該項目的未來可行性，而五角大樓顯然希望終止VH-71項目。然而白宮拒絕取消，而該項目隨後即被擱置，等待進一步的選項評估。2008年7月，VH-71A（第一階段）計劃在2010年達到作戰能力。而第二階段VH-71B預計將在2017年開始服役。
2008年10月，在討論政權更迭後可能被削減的國防項目時，國防部採購、技術與後勤副部長約翰·楊表示，「VH-71的序位非常高」。然而VH-71不斷上升的成本與總統巴拉克·奧巴馬削減政府開支的立場形成了鮮明對比；在2009年2月的一次白宮聚會上，奧巴馬總統表示採購過程「失控了，我們必須解決這個問題。」他還表示，「現在的直升機對我來說似乎完全足夠。」到2009年3月時，原定計劃中的28架VH-71的總成本預計超過130億美元。2009年4月6日，國防部長罗伯特·盖茨宣布的國防預算中未包括VH-71的資金。2009年6月1日，美國海軍宣布合同正式取消，剩餘資金將用於升級現有的VH-3D和VH-60N直升機機隊。而此時已經建成9架VH-71。
這機的生產計畫取消讓公眾開始懷疑未來與歐洲企業的後續合作的順利性。VH-71項目的失敗將美國國防部軍事採購的問題曝光，可能嚇退未來的潛在客戶。 大約在2009年3月，一些議員組成的聯盟敦促政府繼續進行VH-71項目。幾位國會議員發佈了一封信，敦促總統重啟VH-71。 2009年7月22日，眾議院撥款委員會批准了4.85億美元用於使5架VH-71A投入運營。

### 選擇和重組
國會研究處估計，關閉VH-71的生產線、升級現有機隊並在後續實施替代計劃的成本將達到140億至210億美元。不僅報導稱新的機隊可能要到2024年才能投入使用（此時現有的直升機將已服役超過50年），而且終止現有計劃將浪費超過30億美元的VH-71沉沒成本。在總統決定終止該計劃後，多位立法者、智庫和媒體紛紛公開認為，繼續推進現有VH-71計劃的變體版本將更具成本效益，且耗時更少。
2009年，國會研究處提出了四個選項：選項1是繼續進行VH-71計劃，分為第一階段和第二階段，額外成本估計為100億美元，計劃在2019年投入使用。選項2是重組該計劃，並在第一階段建造23架，額外成本為64億美元，並計劃在2012年投入運營。選項3是重組該計劃，第一階段建造19架飛機以替換現有機隊，該選項的額外成本估計為56億美元，計劃在2012年投入使用。最後一個選項是升級和延長現有機隊的使用壽命，成本為14億美元；然而，這將無法達到未來總統直升機的標準，並需要更早進行更換。
除了新採購計劃的成本外，延長現有機隊的運營壽命也是一筆不小的開銷，同時安全性也不夠。來自兩黨的立法者，包括參議員查克·舒默和眾議員羅斯科·巴特利特，一直強烈反對取消VH-71的計畫，巴特利特最近表示，「他們在合作夥伴之外進行了這次對話，我們為此感到遺憾。」萊克星頓研究所的分析師洛倫·湯普森（Loren Thompson）表示，「我不認為VH-71的故事已經結束……國防部長蓋茨並未提出終止該計劃的有力理由，而且沒有其他直升機能夠滿足範圍和有效載荷要求，還能在白宮草坪上降落。」
2009年12月19日，奧巴馬總統簽署了2010財年國防撥款法案，其中包括1.3億美元的「海軍陸戰隊一號」項目資金：1億美元用於收回在VH-71紅隼計劃中開發的技術，3000萬美元用於海軍對新VH-XX計劃的初步研究。2010年2月，海軍向航空業發布新的招標要求。 2010年4月，洛克希德·馬丁宣布他們將與西科斯基合作，以VH-92愛國者直升機取代VH-71。2010年6月，波音宣布正在考慮為更新的VXX計劃提供在美國製造的阿古斯塔韋斯特蘭AW101許可版本以及CH-47 契努克和V-22魚鷹式傾斜旋翼機。
2011年6月，加拿大以1.64億美元的價格購買了9架VH-71，作為同是基於AW101改造的CH-149鸕鷀直升機機隊的零件來源。這9架VH-71拆除了敏感部件，並且其中7架仍然處於可飛行狀態。2013年，媒體報導稱加拿大正在研究是否可以將其中4架VH-71重新投入使用；製造商阿古斯塔韋斯特蘭公開表示支持該復原計劃。2018年8月8日，有報導稱，意大利的李奧納多正在將7架可飛行的直升機改裝為可投入任務的CH-149。

### 測試

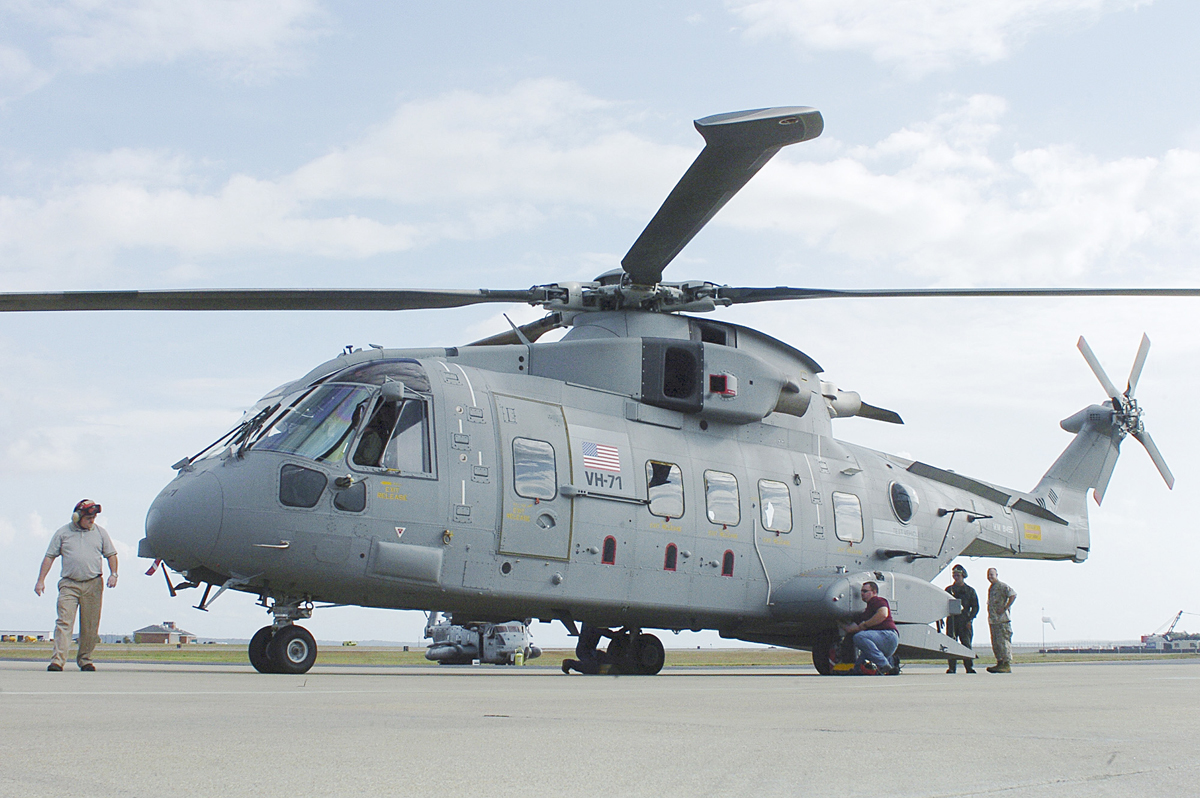
2005年10月，一架VH-71測試機在海軍陸戰隊匡提科空軍基地進行測試

首架測試用的VH-71A，編號為測試飛機#2（TV-2），於2007年7月3日在阿古斯塔韋斯特蘭位於英國約維爾的工廠首飛。洛克希德·馬丁還使用了一架編號為TV-1的EH101在美國進行初步測試；這些測試包括在白宮草坪上的降落。
首架量產的VH-71A，編號為試驗生產#1（PP-1），於2008年9月22日從約維爾首飛。美國空軍將這架直升機通過波音C-17全球霸王III運送至馬里蘭州帕圖森河海軍航空站進行進一步測試。首架量產的VH-71於2008年12月初加入了帕圖森特河海軍航空站的測試計劃，開始進行地面測試。

## 型號
VH-71共有两个计划型号：
- VH-71A：VH-71A是總統直升機替換計劃的首批量產型，作為量產計畫的第一階段，用以替換急需更換的VH-60[37]
- VH-71B：量產的第二階段，具備更遠航程、升級導航和通信系統的版本，共預計23架[37]

### 其他投標
US101還參加了美國空軍另外兩個合同的競標，包括141架戰鬥搜索與救援替換（CSAR-X）項目（該項目原本由波音HH-47於2006年11月10日中標，但後來重新進行了第二輪採購競爭）以及70架「通用垂直升降支援計劃」（CVLSP）。

## 外部連結
- VH-71 Kestrel / Marine One page on GlobalSecurity.org （页面存档备份，存于）
- "Trouble On The Takeoff" （页面存档备份，存于） Newsweek, 26 November 2007.
- "Trouble On Air Obama" （页面存档备份，存于）. New York Times, 14 May 2009.